# Splash! (festival)
Pour les articles homonymes, voir Splash.
Le Splash!, stylisé splash!, est un festival allemand de hip-hop organisé depuis 1998. De 1999 à 2006, il se tient au Stausee Oberrabenstein près de Chemnitz. En 2007 et 2008, à la suite des fortes pluies des années précédentes et de la crise financière qui en a résulté, le splash! a lieu sur la presqu'île de Pouch près de Bitterfeld. Depuis 2009, splash! est organisé sur la presqu'île de Ferropolis, près de Gräfenhainichen, et attire 15 000 visiteurs. En 2023, le festival atteint les 30 000 visiteurs.

## Concept
Les organisateurs du festival ont imaginé le nom splash! en raison du lieu où il se déroule. En raison de la situation au bord du lac Oberrabenstein, de l'association avec l'eau et de la signification du mot anglais splash (sensation) et make a splash (faire sensation, faire du bruit), les organisateurs sont rapidement arrivés au nom splash! Festival.
Dans les premières années, il y avait une scène pour le hip-hop et une autre pour le reggae. En 2006, il y avait déjà deux scènes avec différentes compétitions et représentations d'artistes, ainsi que deux tentes de fête. Outre une grande scène, le festival propose également des tentes pour le reggae, le dancehall et le drum and bass. En outre, le splash! accueille des compétitions de graffiti ainsi que les éliminatoires et finales des championnats du monde ITF (International Turntablist Federation) pour DJ - entre autres dans la catégorie scratch.